# Christophe de Bordeaux
Christophe de Bordeaux, dit maître Christophe (en français moyen : maistre Chrestofle ou Christofle), aussi connu sous son nom de plume, Leclerc de la Tannerie, est un poète et chansonnier français, né vers 1537 et mort dans les années 1610. Il est un des premiers à écrire des monologues. Catholique zélé, il écrit des recueils de chansons dirigées contre les réformés.